# 火燒紅蓮寺
《火燒紅蓮寺》，中国電影，鄭正秋編劇、張石川導演，取材自小說家平江不肖生的長篇小說《江湖奇俠傳》。
1928年5月13日在上海中央大戲院首映。這部電影帶動了中國影史上第一次武俠電影熱，在3年之內連拍18集，拍到政府要把它停掉，因為怕小孩離家出走、上山學法。中國藝術研究院電影研究所副所長賈磊磊認為，在《火燒紅蓮寺》之前，就有《車中盜》、《王氏四俠》等武俠片，只不過影響不大，《火燒紅蓮寺》則帶動了武俠片市場并促成一段創作高潮。
电影主角是女俠紅姑和她的兒子陳繼志，從沈棲霞學道，江湖好漢因她歡喜穿紅，呼其為紅姑。

## 其他版本
历史上被多次翻拍，但剧情有所變動，與初版相差甚大者也有之。
- 1950年陈焕文执导版，曹达华、郭秀珍、刘克宣参与演出。
- 1963年凌云执导版，萧芳芳 、曹达华参与演出。
- 1976年台灣廖江霖执导版，嘉凌、谭道良参与演出。
- 1982年曾欣達（香港）影業公司重拍《新火燒紅蓮寺》，韋辛編劇、余漢祥導演，楊惠姍（飾紅姑）、孟飛（飾陸小青）等主演。
- 1989年李艳芳执导电视剧，彭文坚、叶玉卿参与演出。
- 台灣1980年代的黃俊雄布袋戲也有《火燒紅蓮寺》的題材。
- 1994年林岭东执导版，李若彤、季天笙、杨升 、黄锦江参与演出。